# Maestà

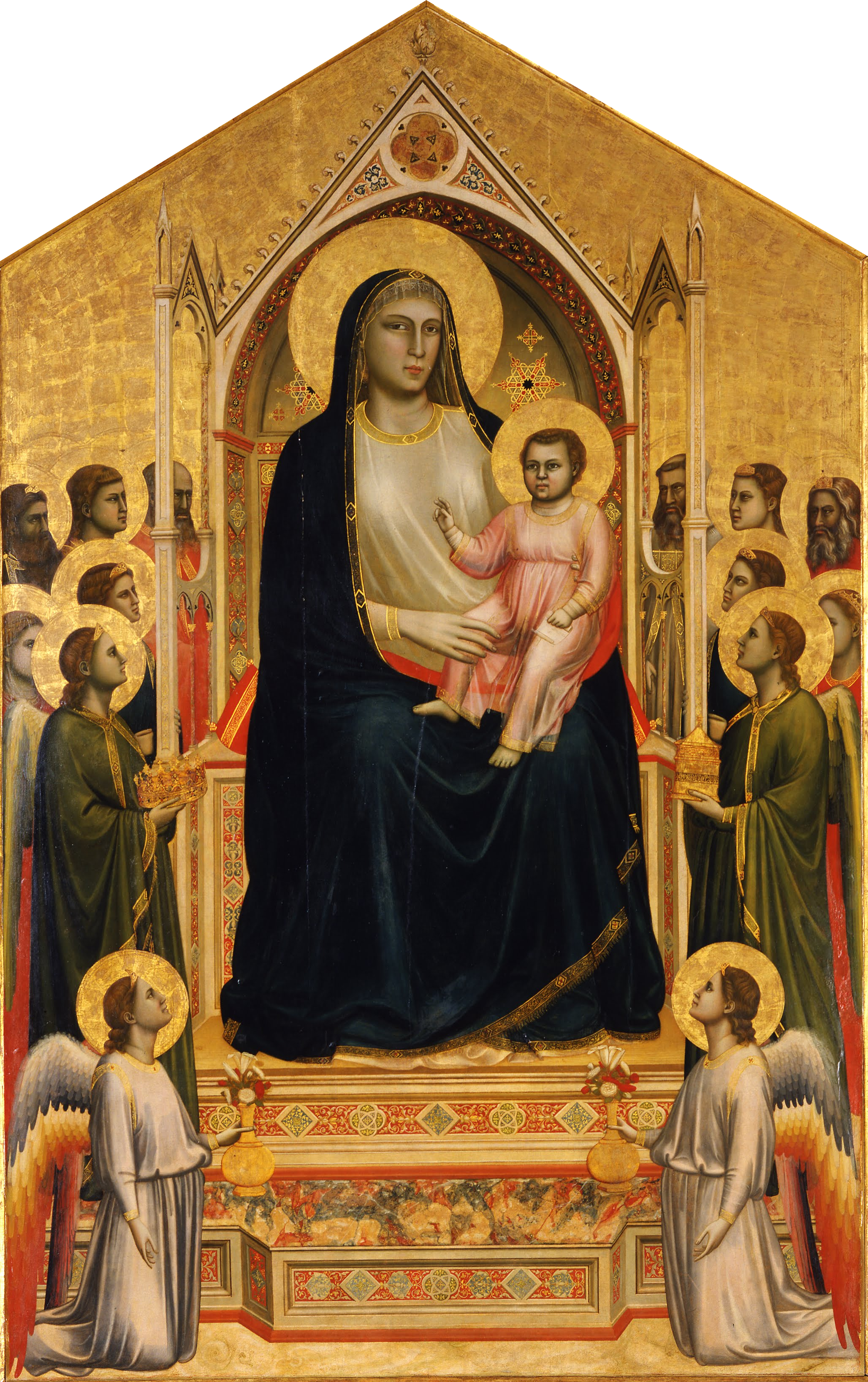
Giotto, Maestà Ognissanti, ok. 1310

Maestà [ma.eˈsta] (z wł. „majestat”) – w malarstwie przedstawienie Madonny na tronie w otoczeniu aniołów i świętych. Obrazy takie powstawały głównie w XII i XIII wieku, np.
- Maestà di Santa Trinità (ok. 1285) – autorstwa Cimabuego[2],
- Maestà (ok. 1280) – autorstwa Cimabuego[3],
- Maestà (1308-1311) – autorstwa Duccia di Buoninsegni[4],
- Maestà Ognissanti (ok. 1310) – autorstwa Giotta[5].